# مونامی
مونامی (انگلیسی: Monami) شرکت لوازم خانگی کره‌ای است، که در سال ۱۹۶۰ تأسیس شد.